# Сапфо, вдохновленная любовью
«Сапфо́, вдохновленная любовью» (англ. Sappho Inspired by Love) — картина неоклассической художницы Ангелики Кауфман.

## Контекст
На картине изображена древнегреческая поэтесса Сапфо́, жившая на острове Лесбос в VII—VI веках до н. э.. Её слава пережила тысячелетия, сделав символом творческой гениальности. Сапфо также создала на острове некий женский клуб. В результате она также стала знаковой фигурой женщины, которая может добиться успеха в жизни. Кроме того, Сапфо была известна тем, что воспевала однополую любовь между женщинами. Благодаря ей такие отношения стали называться сапфизмом и лесбиянством. При этом в популярном цикле «Героиды» древнеримского поэта Овидия получил изложение миф о неразделённой любви Сапфо к юноше Фаону, в результате которой поэтесса покончила с собой. В XVIII веке европейское искусство вновь обратилось к её образу Сапфо. Но вышеуказанные нарративы по-разному раскрывались разными художниками.
Для Ангелики Кауфман, художницы XVIII века, претендовавшей не просто на профессию, но на славу в самом трудном жанре — исторической живописи, образ Сапфо несомненно имел большое значение. Нарисованная в 1775 году, картина тогда же была представлена на выставке Королевской академия художеств в Лондоне. В каталоге выставки работа названа просто «Сапфо». К тому времени Кауфман жила в Великобритании почти десять лет и была известна как талантливая и успешная живописица. Художница тщательно следила за своей репутацией и планомерно строила карьеру, в том числе активно тиражирую свои работы посредством производства с них гравюр. В 1768 году Кауфман стала одной из двух женщин, вошедших в число основателей Королевской академии искусств. Следующая женщина-член Академии появилась только в 1936 году — ею стала Лаура Найт.

## История
Картина была вероятно приобретена Джоном Бейкером-Холройдом. Она оставалась в его семье до 1928 года, когда была продана на аукционе Кристис и попала в коллекцию Джона Ринглинга, основавшего Художественный музей в Сарасоте в США. К тому времени название картины было забыто. Картина именовалась «Дама в образе Венеры с Купидоном рядом с ней», «Дева с Купидоном». Истинное значение картины было заново открыто только в 1971 году.

## Описание
Картина выполнена в неоклассическом стиле. На ней изображена фигура Сапфо в три четверти. Она сочиняет стихи. Поэтесса сидит на камне на фоне лесного пейзажа: справа от неё расположен толстый ствол дерева с зелёными ветками, опущенными над растущими в скале цветами, слева в дали виднеется лес. Она держит на приподнятом правом бедре деревянную пластину, на которой расположен свиток пергамента. На нём уже выведены четыре строки. Сапфо придерживает правой рукой доску с листом, одновременно зажав в пальцах стилос. обращенной ладонью вверх кистью левой руки она показывает на выведенный текст. Сапфо сидит в полоборота так, что тело её повернуто влево, а голова — в право от зрителя. Слегка наклоняя голову она обращается к стоящему на камне сразу за её спиной младенец-Купидон. Такая композиция возможно была вдохновлена картиной Гверчино «Кумская Сивилла с Амуром» (1651).
Лицо Купидона приближено к лицу поэтессы. Кисть его правой согнутой руки лежит на её правом плече, кисть левой руки перекинута через левое плечо, указательный палец которой направлен на письмо. Бог любви Купидон вдохновляет Сапфо на чувственные и страстные стихи, обращённые к его матери богине Венере-Афродите. Младенец обнажён. Только через его правое плечо перекинута красная драпировка, нижний край которой отведён ветром вправо от бедра. Купидон стоит на краю синего с вышитыми золотыми краями плаща Сапфо, перекинутого через её правое плечо и закрывающего её правую руку чуть ниже локтя и правый бок, ниспадая далее между бёдер слегка разведённых согнутых в коленях ног. В ногах у младенца лежит его божественный атрибут — красный украшенный золотом колчан со стрелами. Сапфо одета в стилизованное под древнегреческое женского платья (как его представляли в XVIII веке): белые тунику и хитон. Она высоко подпоясана золотым вышитым ремнём. Золотая застёжка , расположенная посередине на груди, фиксирует платье с помощью перекинутого через левое плечо ремешка. При этом левая рука не продета через хитон, который, спадая, обнажает левую грудь. Левое плечо посередине перехвачено золотым обручем с драгоценными камнями. Её шатенистые мелкокудрявые волосы собраны на затылке в горку на затылке на греческий манер, золотая лента перетягивает их три раза, небольшие пряди выбиваются из под неё на лбу, виске и шее.
Белая драпировка фигуры поэтессы тщательно прописана, одновременно как бы покрывая и обнажая её, подчёркивая женские формы. Сексуальная привлекательность при этом не умаляет возвышенный духовный образ и достоинство Сапфо. Она спокойна, собрана, сдержана, самодостаточна и гармонична. Фигуры персонажей выписаны контрастно. Кожа Сапфо белая, падающий справа свет озаряет её лицо и обнажённые левые руку и грудь. Тело Купидона покрыто золотым загаром, его лица, расположенное напротив лица Сапфо находится в тени его шатенистых кудрей. Через этот контраст передаётся образ поэтического вдохновения. Сапфо нарисована красивой молодой женщиной. При этом её образ не декоративный — Кауфман изображает сильную личность. Взгляд больших влажных глаз поэтессы выражают интеллект и поэтическую гениальность.
Цвет картины несколько приглушён. Сине-бело-красное чередование драпировки концентрирует композицию по центру, одновременно гармонично разделяя близко стоящие фигуры. Раскинутые по диагонали белёсые крылья за спиной Купидона перекликаются с туникой поэтессы. А освещённый золотисто-коричневый лист в её руках оппонирует по перекрёстной диагонали более темными кудрями младенца.
На листе выведен строки из стихотворения Сапфо «Ода Афродите» на древнегреческом языке. В нём поэтесса обращается к богине с просьбой о помощи в любви. При этом в греческом оригинале оды объектом чувств Сапфо является другая женщина. Однако переводчики XVIII века заменили её на мужчину. Корректный перевод был выполнен впервые Теодором Бергком в 1835 году, но . Греческий текс с английским подстрочником был издан в Великобритании в 1735 году Джоном Аддисоном. Благодаря ему Кауфман смогла воспроизвести надпись первых строк последнего стиха оды: «ἔλθε μοι καὶ νῦν, χαλέπαν δὲ λῦσον ἐκ μερίμναν». Что переводится как «Так приди ещё раз и избавь меня от нестерпимой боли».
Хотя Кауфман подчеркнуто придерживается в своей работе принятых современным ей обществом представлений о приличиях и образ женщины сдержанный. Однако любовь Сапфо страстна, что выражается прежде всего через стихотворение. Она представлена женщиной, чьи слова имеют силу и выражают её чувства. Такое раскрытие образа было радикальным жестом для того времени.
Некоторые исследователи видят в картине автопортрет художницы. Однако если это и так, то довольно условный. При этом все картины Кауфман так или иначе отражали её жизненный путь.
Создавая портрет Сапфо Ангелика Кауфман возрождала архетип успешной женшины, которая может добиться большого признания. Причем указывала этот путь не только доя себя, но и для всех женщин

## Вторая версия
Известна вторая версия данной картины Ангелики Кауфман, изображающая Сапфо в полный рост. Этой картине соответствует парное произведение «Ариадна, покинутая Тесеем». Вероятно они были выполнены в то же время что и первый вариант. Картина была представлена под названием «Леди и младенец в образе Венеры и Купидона» на выставке Свободного общества художников в 1983 году в Лондоне, когда Кауфман уже переехала в Италию. Благодаря иному масштабу (111,8 × 94 см) к композиции добавляются дополнительные детали, являющиеся традиционными атрибутами Сапфо — справа от ног поэтессы помещается лира, через один рог которой продет лавровый венок. Также был изменён фоновый пейзаж картины — на скалистую местность, что напоминает работу будущего мужа Кауфманн Антонио Дзукки «Сапфо дарит Анакреону перо из крыла Купидона» (1770). Правое крыло Купидона сложено у него  за плечем (а не раскрыто за головой поэтессы как в первом варианте), Кроме этого, красная драпировка спадающая с его правого плеча, закрывает область паха младенца. Вдалеке за спиной Купидона виднеется извергающийся вулкан. На острове Лесбос не было такого явление. Кауфман переносит поэтессу в Помпеи, к Везувию. Этот город, погребённый под пеплом в результате природной катастрофы, был заново открыт археологами в XVIII веке. В частности там была открыта фреска, которая изначально была принята за портрет Сапфо. Извержение вулкана было популярным мотивом в то время, символизирующим бурю страстей.

## Повторения
В 1778 году художниками-братьями Георгом Зигмундом и Иоганном Готлибом Фациусами с них были сделаны зеркально отражённые овальные гравюры для альбома «Британская школа II» Джона Бойделла. В нём картина названа «Сафо, вдохновлённая любовью, сочиняет оду Венере». По этой гравюре около 1800 года была выполнена копия картины под названием «Сапфо и Амур», авторство которой приписывается Иоганну Августу Налю Младшему и которая ныне хранится в Национальной галерее Берлина. В дальнейшем с гравюры выполнялись копии произведения в декоративно-прикладном искусстве, прежде всего при росписи фарфора.
|                                                           |                                                                            |                                                      |                                              |                                                  |                                                              |                                                              |                                                                                   |                                                                |
| «Сапфо». Гравюра с картины Кауфман. 1774 Британский музей | «Сапфо дарит Анакреону перо из крыла Купидона», 1770 Антонио Зукки Нацфонд | «Кумская Сивилла с Амуром», 1651 Гверчино Нацгалерея | «Ариадна, покинутая Тесеем» Частное собрание | «Сапфо, вдохновленная любовью», Частное собрание | Гравюра братьев Фациусов, 1778 Королевская академия искусств | Гравюра братьев Фациусов, 1778 Королевская академия искусств | «Сапфо и Амур», ок. 1800 г. Г. З. Фациус Младший (?) Национальная галерея Берлина | Кулон по картине Кауфман. ок 1800 г. Музей Виктории и Альберта |